# Fàbrica Punto Blanco
La Fàbrica Punto Blanco és un edifici del municipi d'Igualada (Anoia) obra de l'arquitecte Robert Terradas i Via i pertanyent a l'empresa tèxtil Industrias Valls, coneguda per la marca Punto Blanco. En els seus orígens l'edifici responia a una arquitectura racionalista. En el moment en què es va construir era una veritable innovació en l'arquitectura industrial de la ciutat. Estructuralment contraposava els volums horitzontals molt acusats amb els verticals. Amb tot, l'edifici ha anat perdent interès a mesura que se li han anat adossant noves construccions. Un detall a tenir en compte a la façana és el plafó de ceràmica que se li incorporà uns anys més tard i que és obra del pintor Joan Vila i Grau i del ceramista Jordi Aguadé i Clos (1973). Transmet una gran coherència funcional i estilística. Tota la construcció respon a un programa de fabricació específic amb àmplies sales de màquines i magatzems. És un edifici que forma part de l'Inventari del Patrimoni Arquitectònic de Catalunya.